# Acklandia aculeata
Acklandia aculeata är en tvåvingeart som först beskrevs av Ringdahl 1930.  Acklandia aculeata ingår i släktet Acklandia och familjen blomsterflugor. Inga underarter finns listade i Catalogue of Life.